# Futboll Klub Partizani 2007-2008
Questa voce raccoglie le informazioni riguardanti il Futboll Klub Partizani nelle competizioni ufficiali della stagione 2007-2008.

## Rosa
| N. |                    | Ruolo | Calciatore      |
| -- | ------------------ | ----- | --------------- |
| 1  | Albania (bandiera) | P     | Orges Shehi     |
| 3  | Albania (bandiera) | D     | Tefik Osmani    |
| 4  | Albania (bandiera) | D     | Ardit Beqiri    |
| 5  | Albania (bandiera) | D     | Fatjon Tafaj    |
| 7  | Albania (bandiera) | A     | Arbër Abilaliaj |
| 10 | Albania (bandiera) | C     | Bledi Shkëmbi   |
| 11 | Albania (bandiera) | C     | Viktor Gjyla    |
| 12 | Albania (bandiera) | P     | Dashamir Xhika  |
| 13 | Albania (bandiera) | D     | Rrahman Hallaçi |
| 17 | Albania (bandiera) | C     | Gjergj Muzaka   |
| 19 | Albania (bandiera) | C     | Elis Bakaj      |
| 20 | Albania (bandiera) | C     | Paulin Dhëmbi   |

| N. |                    | Ruolo | Calciatore       |
| -- | ------------------ | ----- | ---------------- |
| 22 | Albania (bandiera) | C     | Dritan Babamusta |
|    | Albania (bandiera) | P     | Gerald Hasmetaj  |
|    | Albania (bandiera) | D     | Luan Pinari      |
|    | Albania (bandiera) | C     | Armando Doda     |
|    | Albania (bandiera) | C     | Matios Metaj     |
|    | Albania (bandiera) | C     | Bledar Devolli   |
|    | Albania (bandiera) | C     | Erando Karabeçi  |
|    | Albania (bandiera) | C     | Artan Karapiçi   |
|    | Albania (bandiera) | C     | Elton Doku       |
|    | Albania (bandiera) | A     | Enco Malindi     |
|    | Albania (bandiera) | A     | Arbër Çapa       |
|    | Albania (bandiera) | A     | Alban Dashi      |